# 末裔 (小説)
末裔（まつえい）は、絲山秋子の長編小説。2009年から2010年までに文芸誌『群像』に連載され、翌年講談社より単行本が刊行された。

## あらすじ
ある男が勤め先から帰ってくると自宅の鍵穴がなくなっていた。